# 찰스 워겐하임

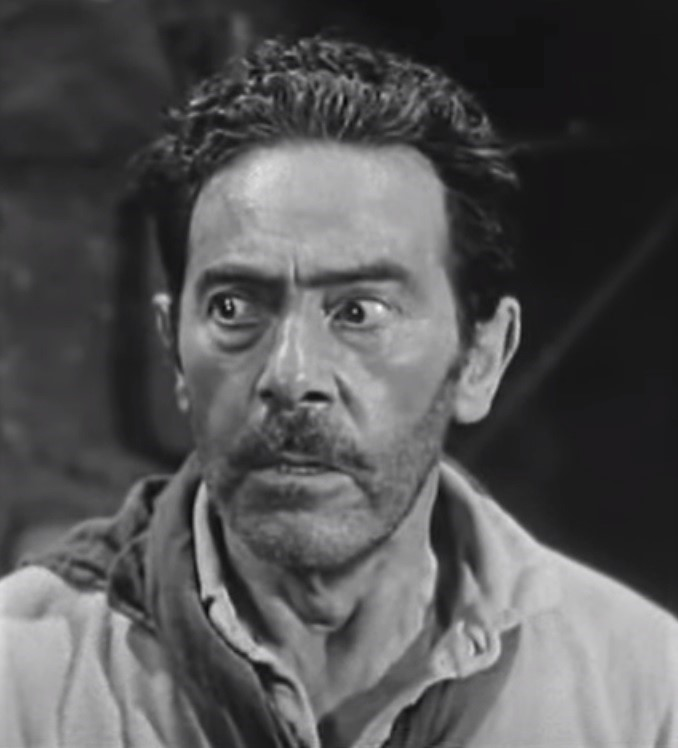

찰스 워겐하임(Charles Wagenheim, 1896년 2월 21일 ~ 1979년 3월 6일)은 미국의 배우이다.
뉴어크에서 태어났으며 할리우드에서 사망하였다.

## 출연 작품
- 미주리 브레이크 (1976년)
- 애플 덤플링 갱 (1975년)
- 더 베이비 메이커 (1970년) - 토이 삽 오너 역
- 헬로 돌리 (1969년)
- 가이드 포 더 메리드 맨 (1967년)
- 폴로우 미, 보이즈! (1966년)
- 서부를 향해 달려라 (1965년)
- 벤 케이시 (1961년)
- 피터 건 (1958년)
- 터널 오브 러브 (1958년)
- 론리하트 (1958년) - 조 역
- 키스밋(영어판) (1955년)
- 프로디갈 (1955년)
- 이그젝티브 쉬트 (1954년)
- 더 걸 넥스트 도어 (1953년)
- 포획된 도시 (1952년)
- 톨 타겟 (1951년)
- 전신 언덕의 집 (1951년)
- 욕망이라는 이름의 전차 (1951년)
- 세가지 비밀 (1950년)
- 스쿠다 후! 스쿠다 헤이! (1948년)
- 살인광 시대 (1947년)
- 나선 계단 (1946년)
- 기이한 환영 (1945년)
- 92번가 집 (1945년)
- 프랑켄슈타인의 집 (1944년)
- 돈 윈슬로 오브 더 코스트 (1943년)
- 신 타운 (1942년)
- 히 스테이드 포 브렉패스트 (1940년)
- 투 걸즈 온 브로드웨이 (1940년)
- 앤디 하디 미츠 드뷰탄트 (1940년)

### 텔레비전
- 보난자 (1959년)
- 딜론 보안관 (1955년)
- 불타는 서부 - 78년 시리즈 (1978년)